# Atalanta Fugiens
Atalanta Fugiens ou a Fuga de Atalanta é um livro emblemático escrito pelo médico, músico, alquimista alemão e conselheiro do imperador Rodolfo II, Michael Maier (1568-1622), composto por 50 discursos filosóficos, 50 gravuras de Matthäus Merian e 50 cânones musicais. O trabalho foi publicado por Theodor Johann de Bry em Oppenheim, em 1617 (2ª edição 1618). Ele inclui discursos filosóficos, imagens e música original, com ilustrações de Matthäus Merian, cada um dos quais é acompanhado por um verso epigramático, prosa e um musical (fuga). Pode ser considerado um exemplo precoce da multimídia. Michael Maier foi também autor de Cantilenae intellectuales de Phoenice redivo, Arcana Arcanissima; Viatorium, hoc est the montibus septum planetarum e Themis Aurea.
A temática do trabalho é estritamente alquímica e inspirada no mito grego de Atalanta .

## Página de título
A página de título mostra várias cenas da mitologia grega relacionadas com a Maça de Ouro.
O autor atribuiu à música o papel mais importante. Nos três vozes das 50 fugas (que são, na verdade, cânones para três vozes), estão representados os três personagens principais da história mitológica: Atalanta fugindo (antecedente), Hipomene perseguindo (consequente), e a maçã como um tenor (tirada provavelmente de algum repertorio gregoriano), base que sustenta a todas as 50 composições:
- Vê-se acima (canto superior) o Jardim das  Hespérides.
- Vê-se à esquerda Hércules estendendo o braço para agarrar uma das maçãs douradas.
- Vê-se à direita Afrodite entregando as maçãs douradas para Hipomene.
- Vê-se abaixo (canto inferior) A corrida entre Atalanta e Hipomene; com Atalanta pegando uma maçã. Atrás deles há um templo onde os amantes se abraçam, enquanto ao fundo surgem um leão e uma leoa..

A aparente incompreensibilidade geral do trabalho de Maier é atribuível à quebra na tradição de uma comunicação do conhecimento alquímico, devido ao surgimento de uma nova mentalidade "moderna" e "tradição científica", típica do período histórico que se segue àquele vivido por Maier.

## Prefácio
O prefácio contém uma dissertação sobre a antiga música grega e narra o mito de Atalanta e Hipomene.

## Discursos
Cada um dos 50 discursos contém:
- Uma gravura revestido com cobre detalhada por Matthäus Merian.
- Um epigrama em verso definido para música na forma de uma fuga para três vozes - Atalanta, ou o vox fugiens; Hipomenos, ou o vox sequins, e Pomum objectum (Maçã) ou vox morans. "Atalanta fugiens" é uma brincadeira com a palavra "fuga".[4]
- Um epigrama em alemão.
- Um verso latino com o acompanhamento de um discurso.[5]

## Execuções Públicas
- Em maio de 2005, foi realizada a primeira performance teatral da ópera dirigida por Marco Bellussi, no Teatro Apollo de Crotone como parte dos eventos do Festival da Aurora. Nessa ocasião, a direção musical foi confiada a René Clemencic e os epigramas foram declamados pelo matemático Piergiorgio Odifreddi.
- Uma versão de notação moderna da música publicada pelo Edizioni musicale Bèrben de Ancona em 2006 está disponível pelo músico Davide Bortolai; esta versão é escrita para voz e acompanhamento de violão clássico (lute) afim de facilitar qualquer estudioso na execução e análise dessas melodias interessantes: Canti Alchemici (50 cânones retirados do Atalanta Fugiens por Michael Maier por Davide Bortolai) Edições Berben Ancona, 2006.
- Seis Simphonies Nouvelles Orchestra Atalanta Fugiens, dir. Vanni Moretto. Deutsche Harmonia Mundi 2009, de Fortunato Chelleri (1690-1757), mestre de capela e compositor barroco.

## Galeria de imagens
Trata-se das 50 gravuras do Atalanta Fugiens, de autoria do gravurista suíço Matthäus Merian, o Velho (1593-1650). Nestas gravuras estão retratados e representados os símbolos teosóficos, alquímicos, cabalísticos e mitológicos.

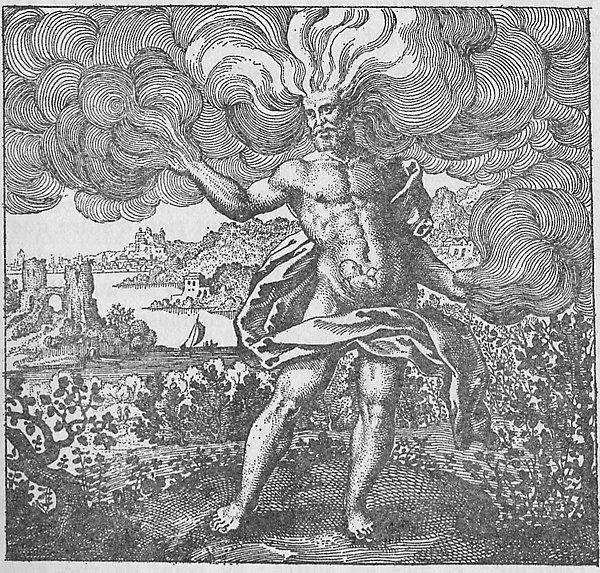
A Fuga de Atalanta; 1612 Emblema 01
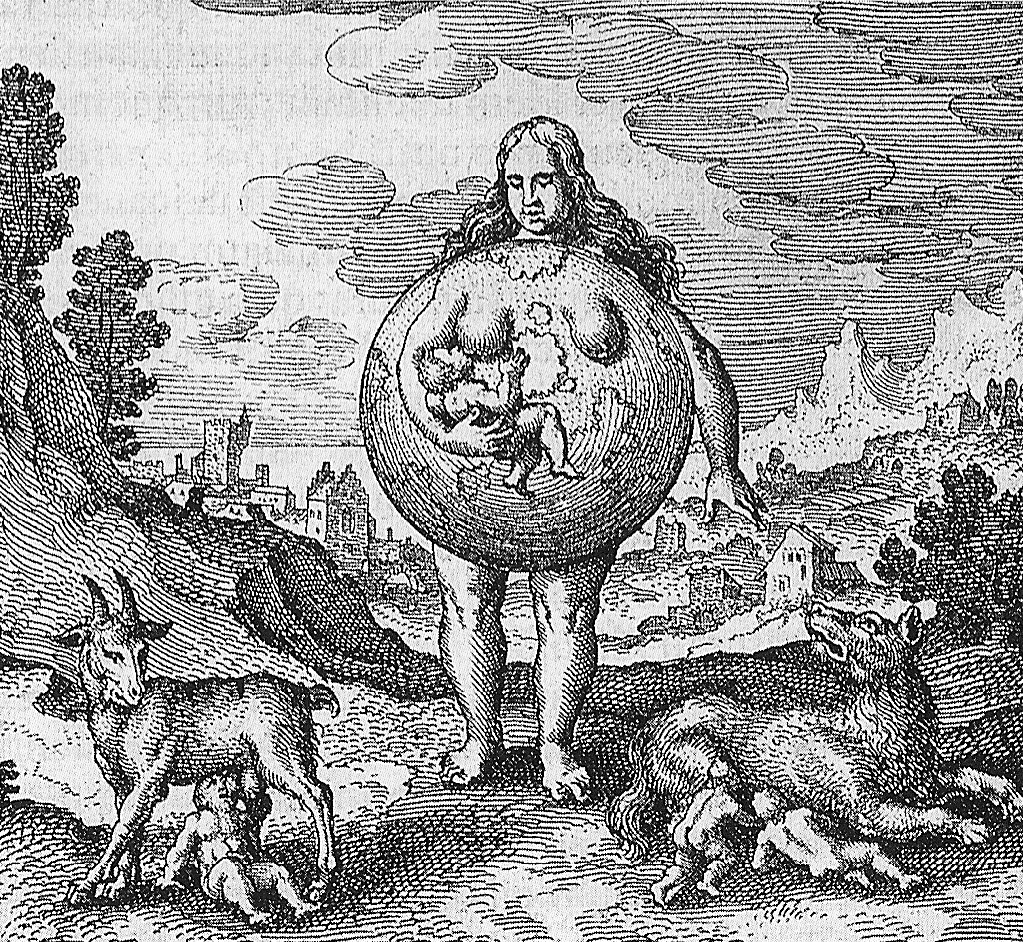
A Fuga de Atalanta; 1612 Emblema 02
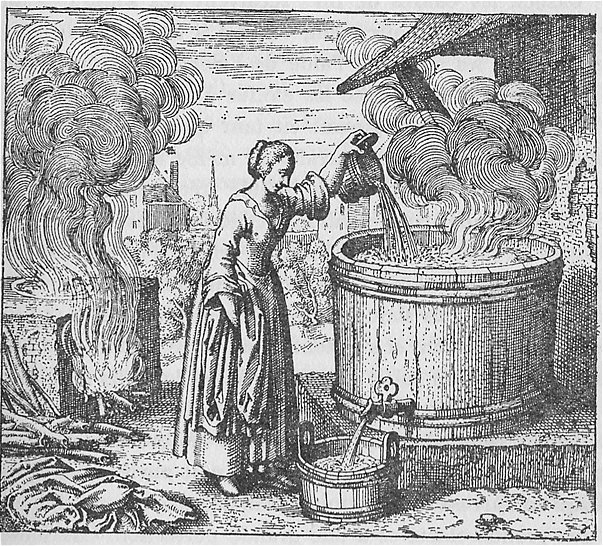
A Fuga de Atalanta; 1612 Emblema 03
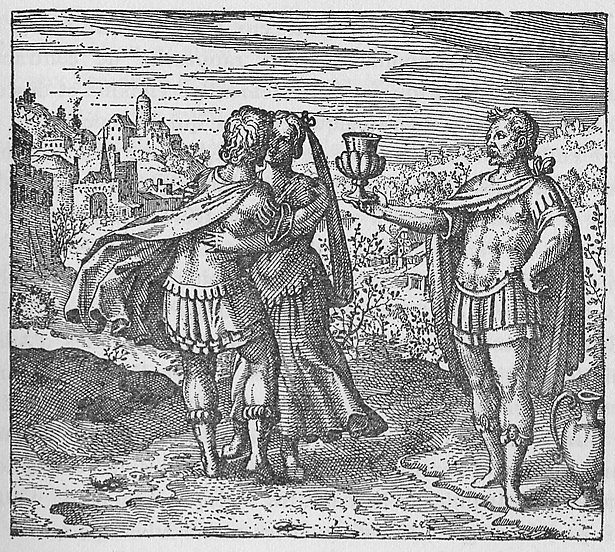
A Fuga de Atalanta; 1612 Emblema 04
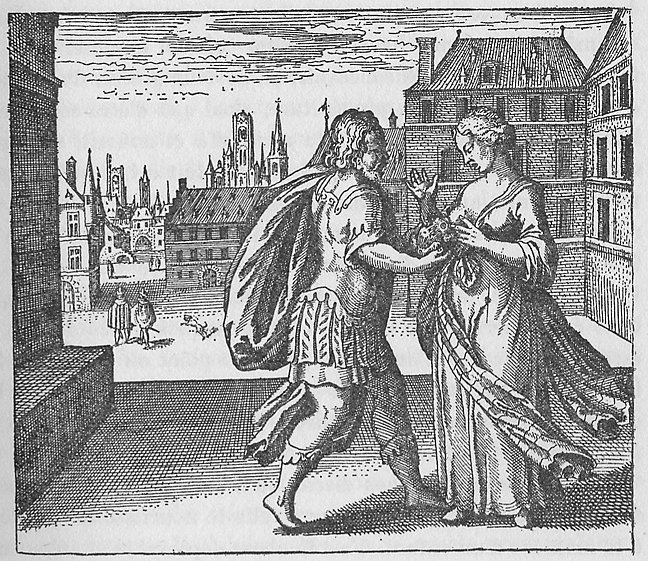
A Fuga de Atalanta; 1612 Emblema 05
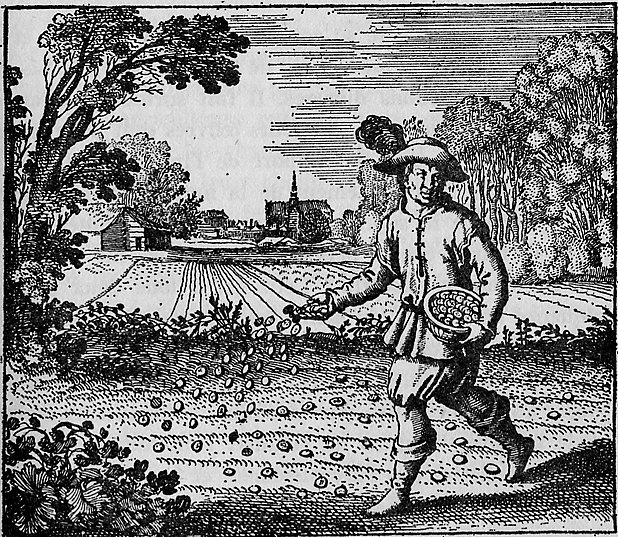
A Fuga de Atalanta; 1612 Emblema 06
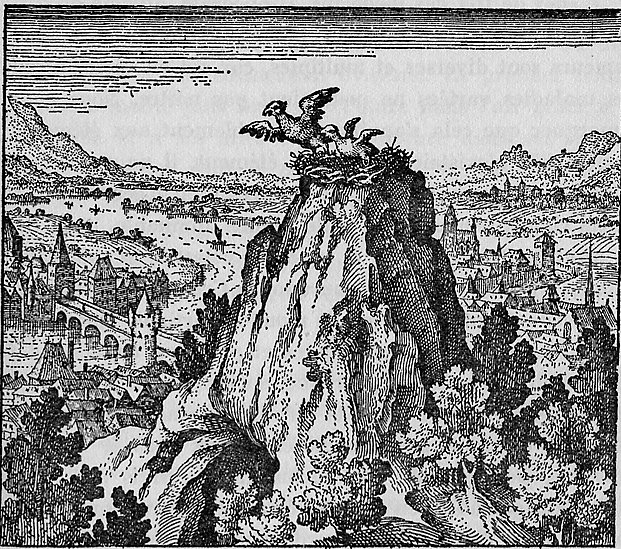
A Fuga de Atalanta; 1612 Emblema 07
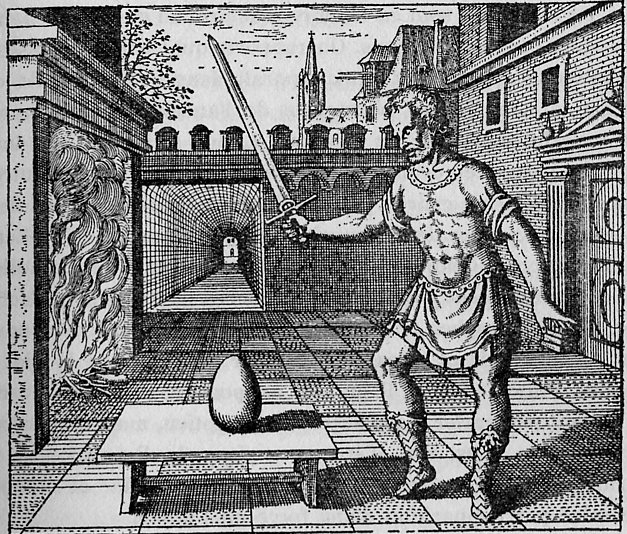
A Fuga de Atalanta; 1612 Emblema 08
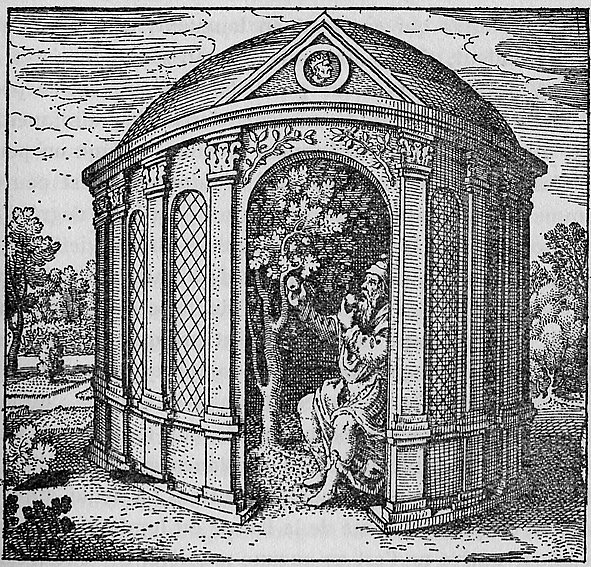
A Fuga de Atalanta; 1612 Emblema 09
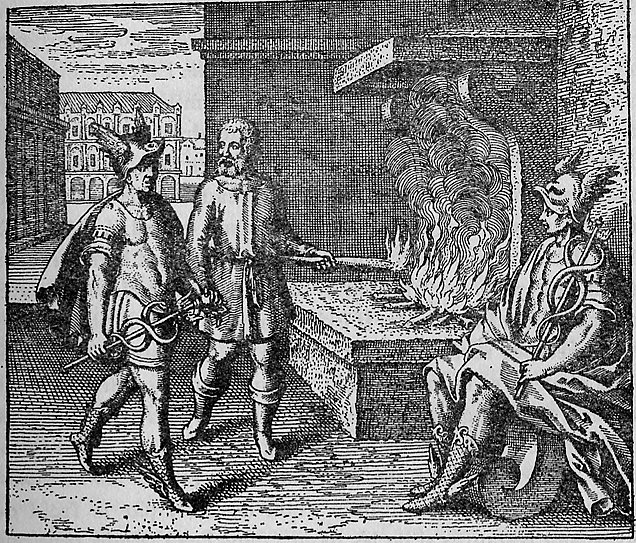
A Fuga de Atalanta; 1612 Emblema 10
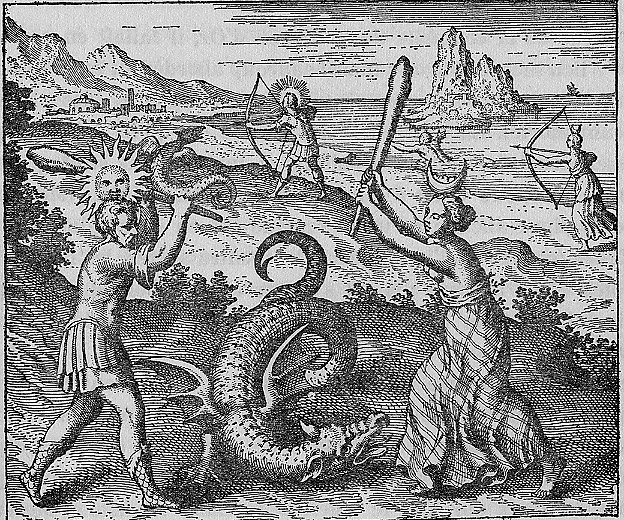
A Fuga de Atalanta; 1612 Emblema 11
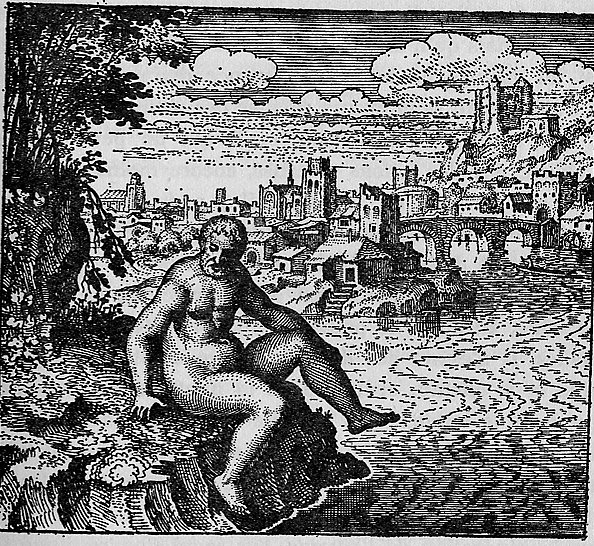
A Fuga de Atalanta; 1612 Emblema 13
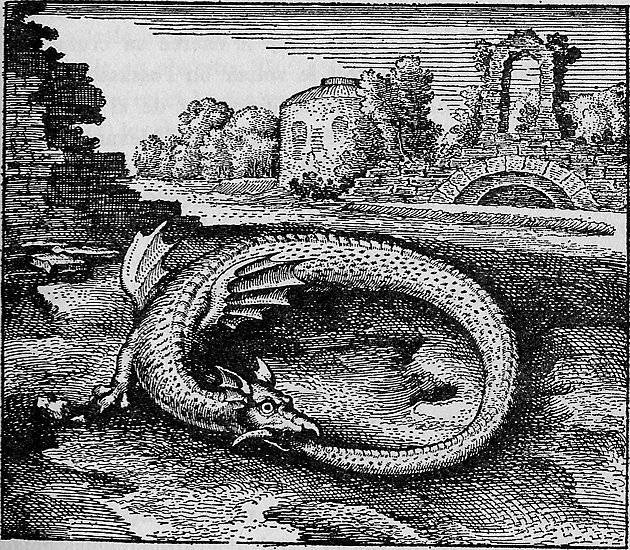
A Fuga de Atalanta; 1612 Emblema 14
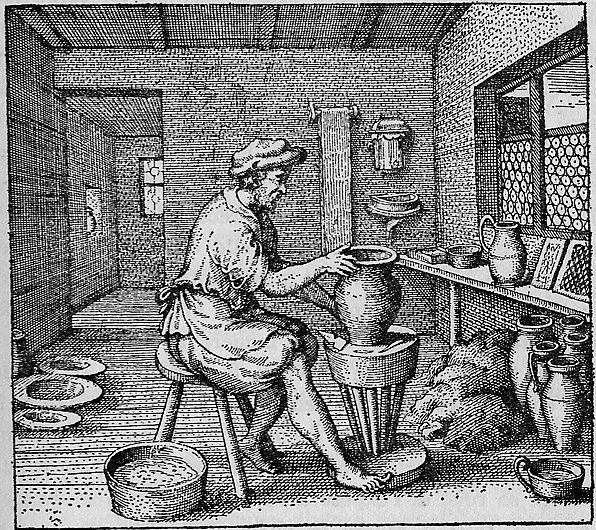
A Fuga de Atalanta; 1612 Emblema 15
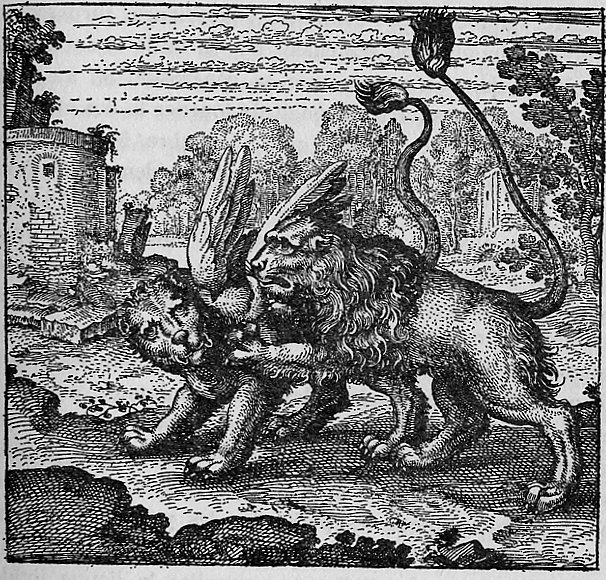
A Fuga de Atalanta; 1612 Emblema 16
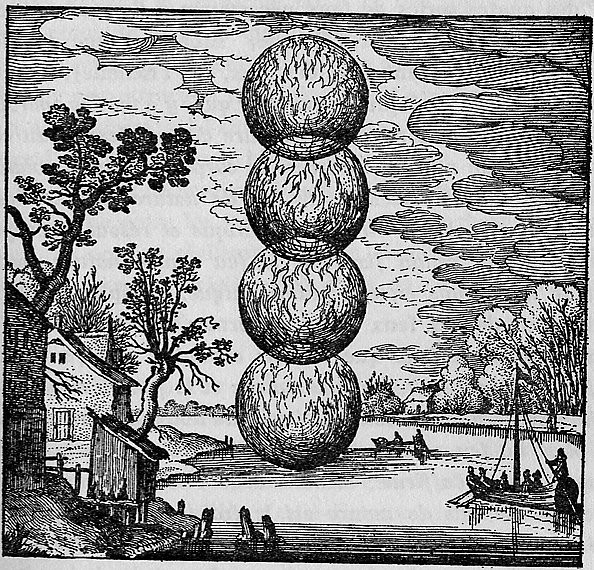
A Fuga de Atalanta; 1612 Emblema 17
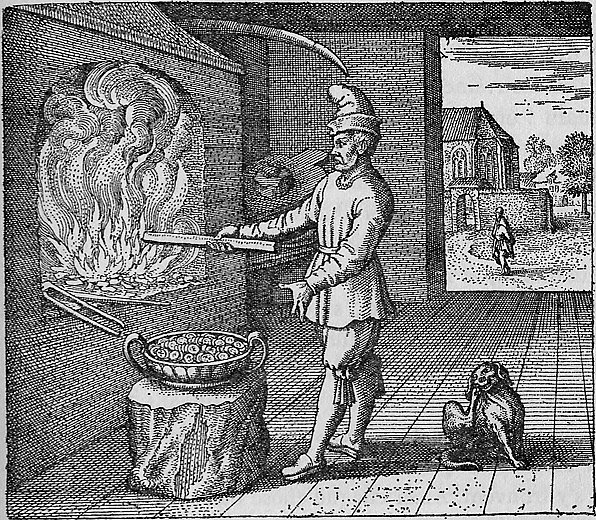
A Fuga de Atalanta; 1612 Emblema 18
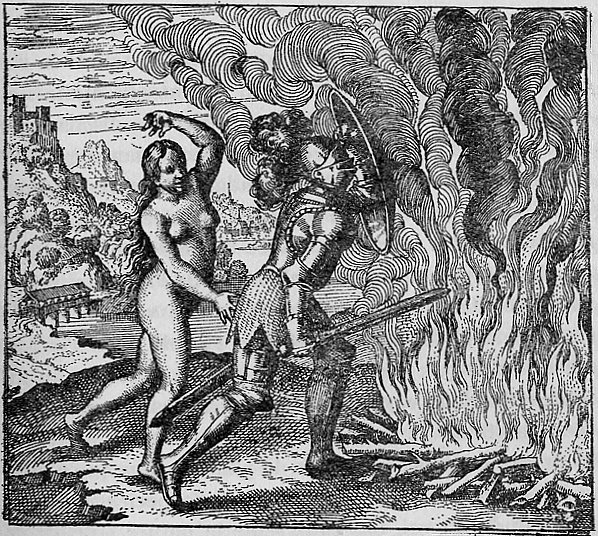
A Fuga de Atalanta; 1612 Emblema 20
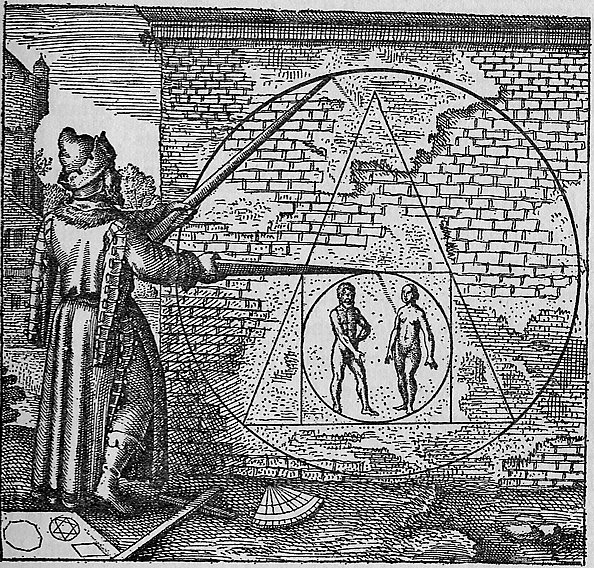
A Fuga de Atalanta; 1612 Emblema 21
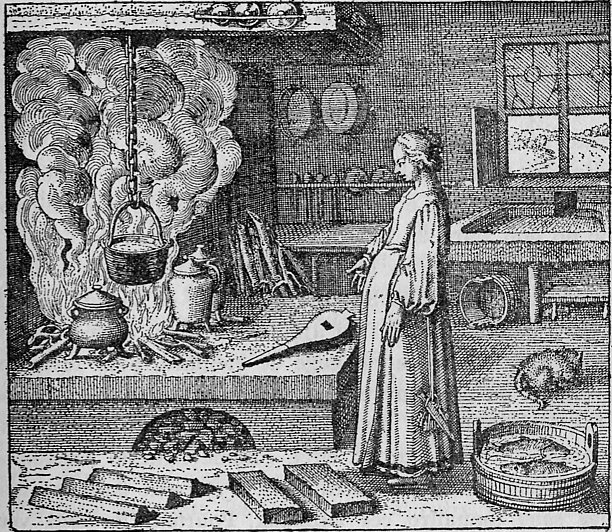
A Fuga de Atalanta; 1612 Emblema 22
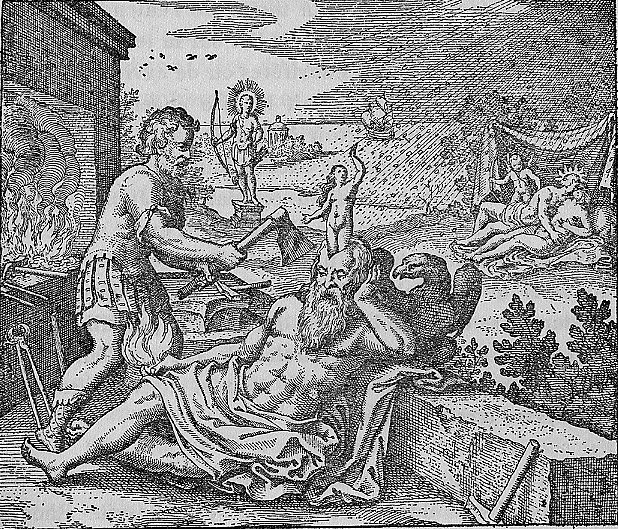
A Fuga de Atalanta; 1612 Emblema 23
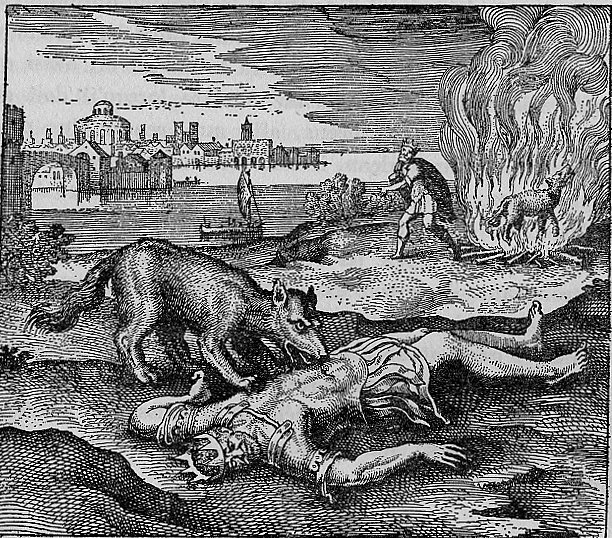
A Fuga de Atalanta; 1612 Emblema 24
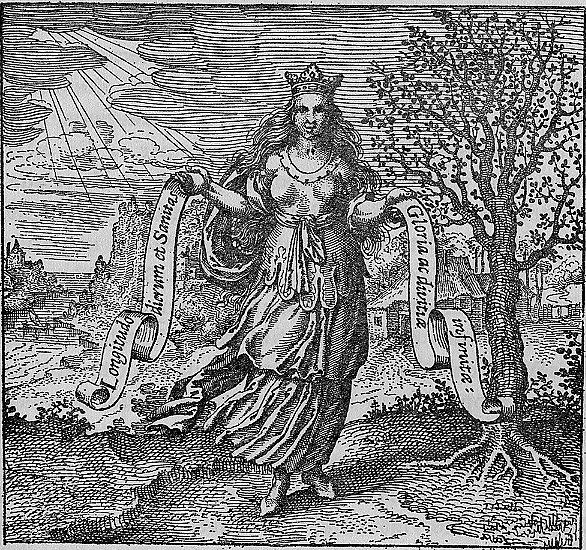
A Fuga de Atalanta; 1612 Emblema 26
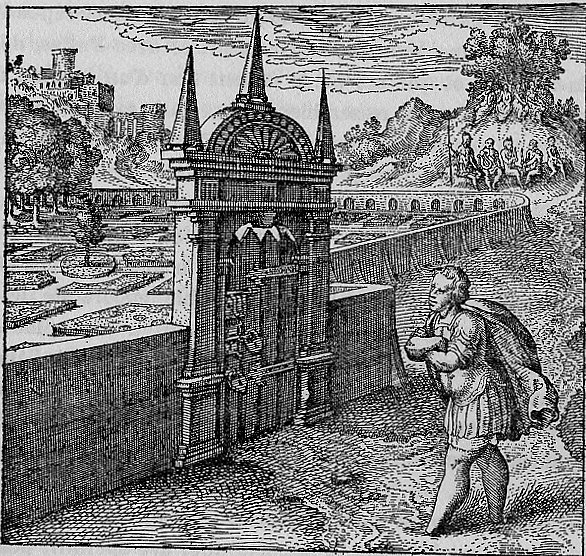
A Fuga de Atalanta; 1612 Emblema 27
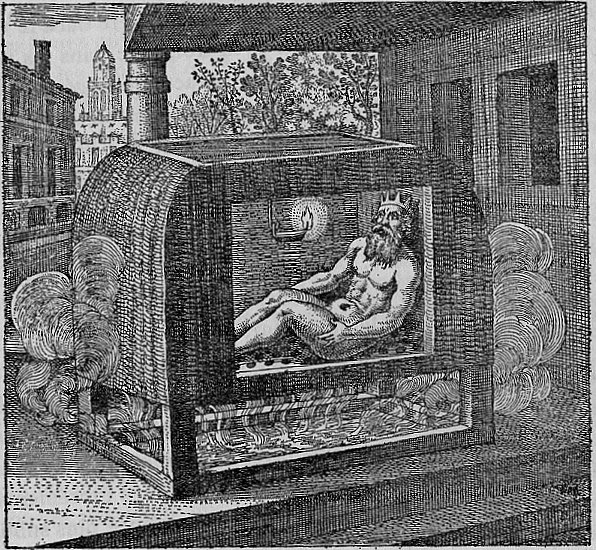
A Fuga de Atalanta; 1612 Emblema 28
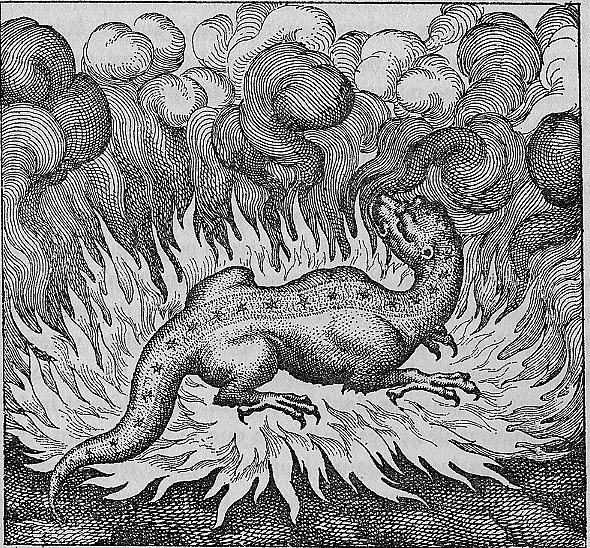
A Fuga de Atalanta; 1612 Emblema 29
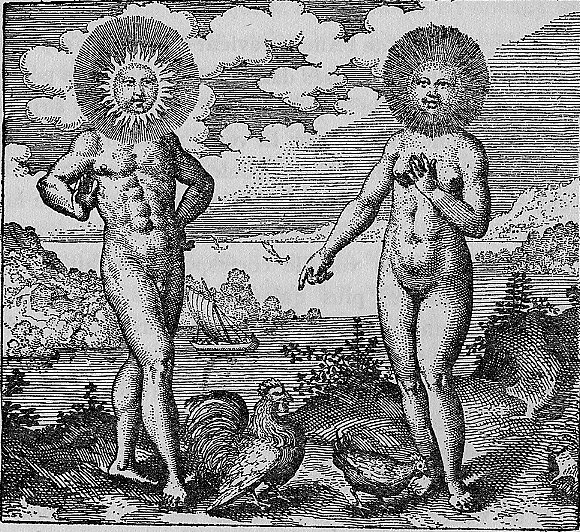
A Fuga de Atalanta; 1612 Emblema 30
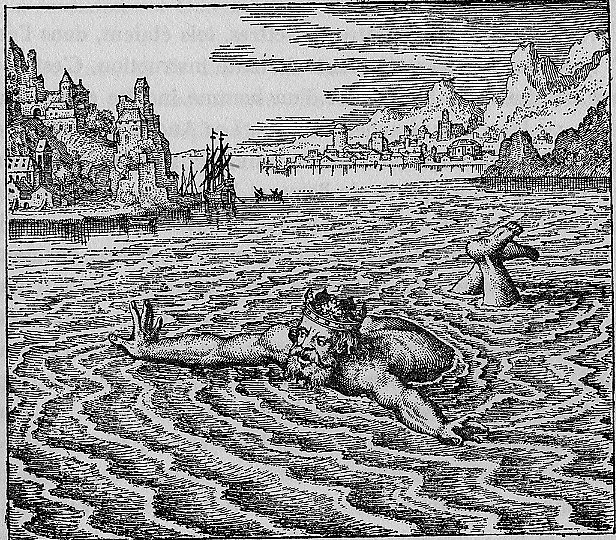
A Fuga de Atalanta; 1612 Emblema 31
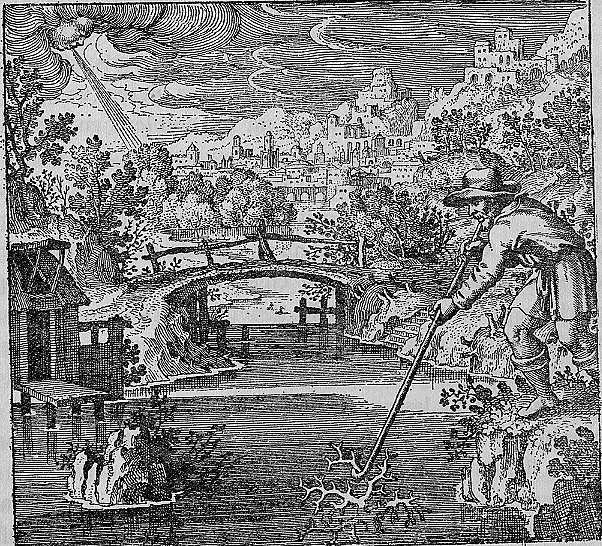
A Fuga de Atalanta; 1612 Emblema 32
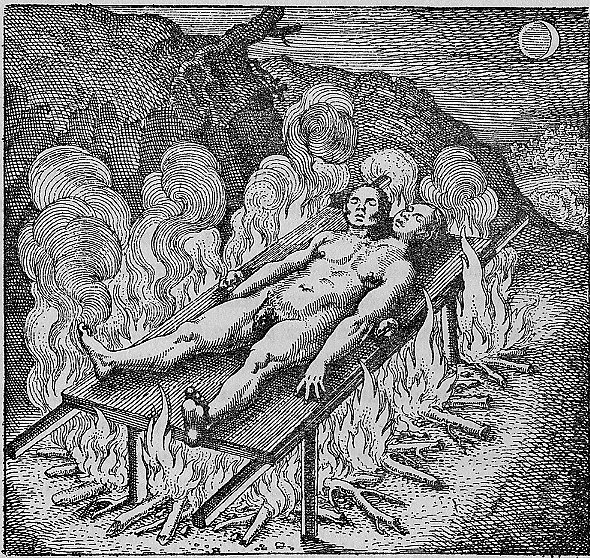
A Fuga de Atalanta; 1612 Emblema 33
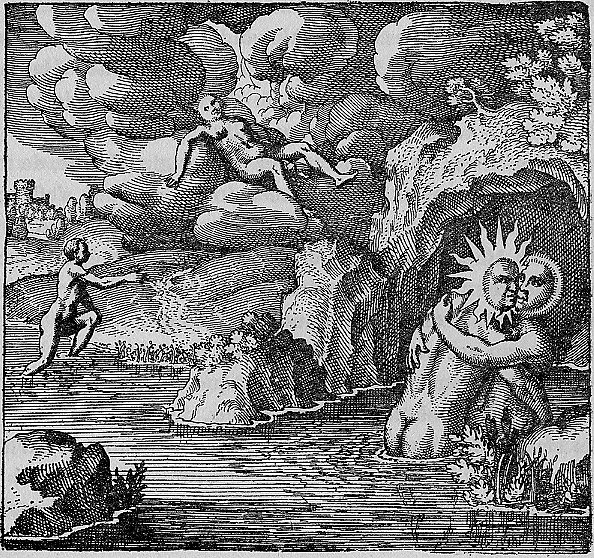
A Fuga de Atalanta; 1612 Emblema 34
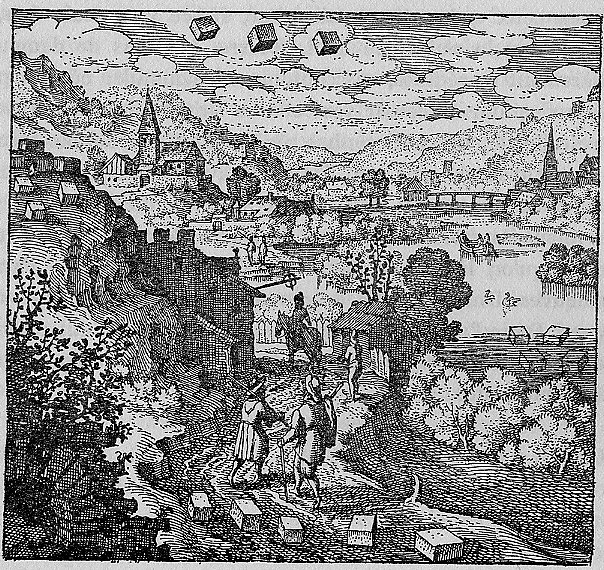
A Fuga de Atalanta; 1612 Emblema 36
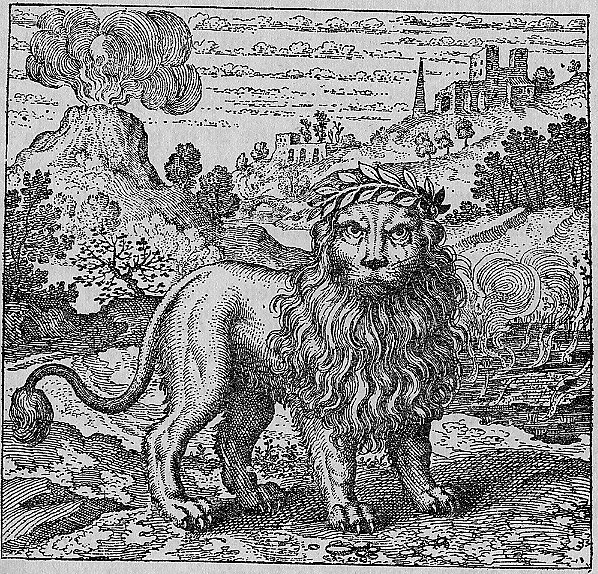
A Fuga de Atalanta; 1612 Emblema 37
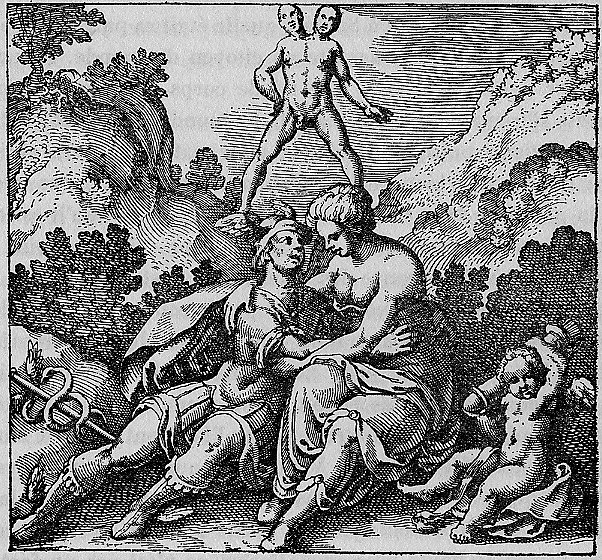
A Fuga de Atalanta; 1612 Emblema 38
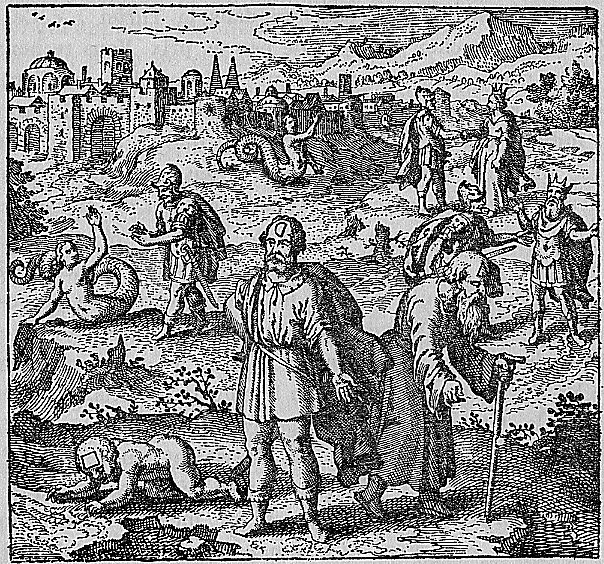
A Fuga de Atalanta; 1612 Emblema 39
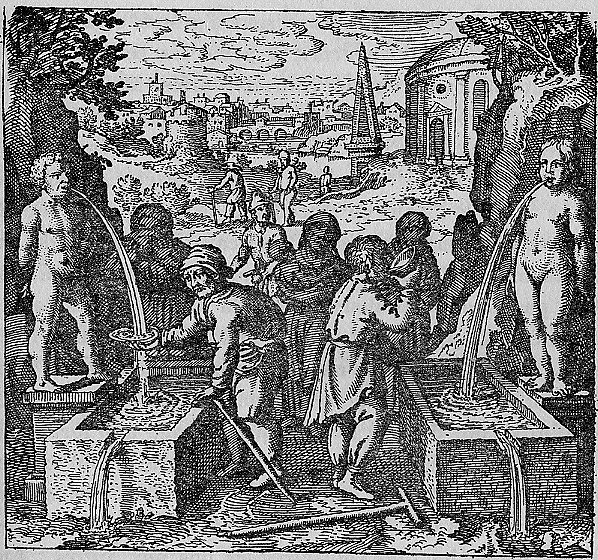
A Fuga de Atalanta; 1612 Emblema 40
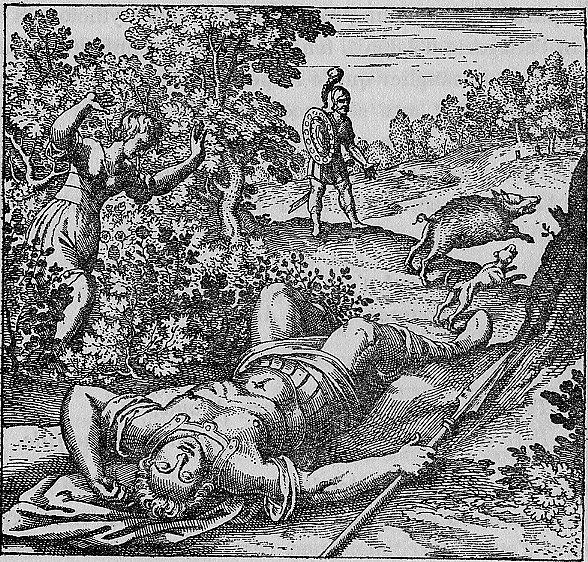
A Fuga de Atalanta; 1612 Emblema 41
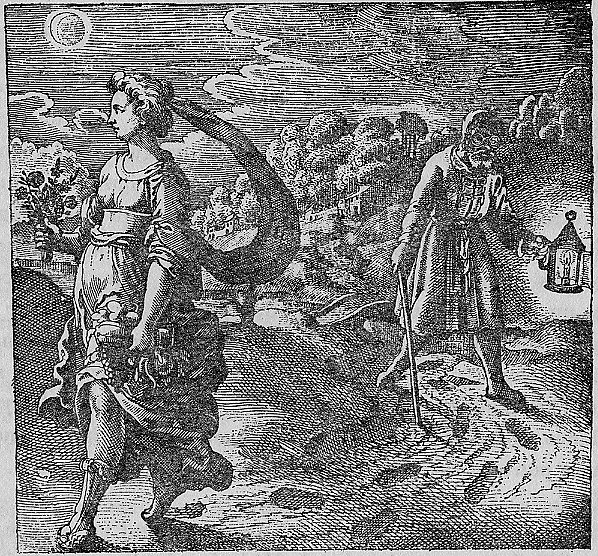
A Fuga de Atalanta; 1612 Emblema 42
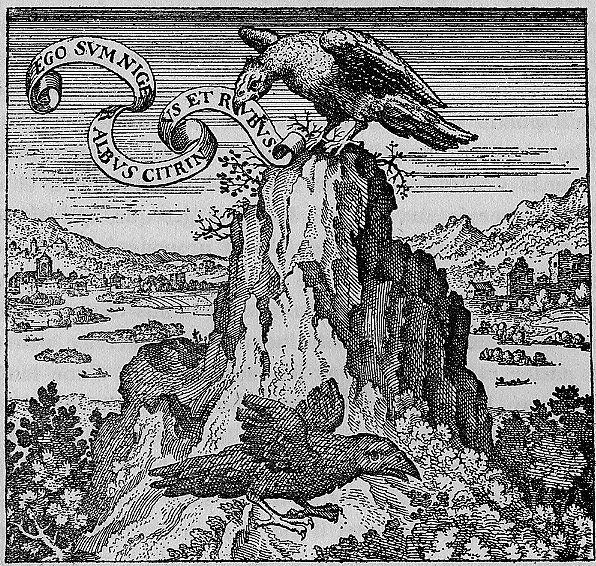
A Fuga de Atalanta; 1612 Emblema 43
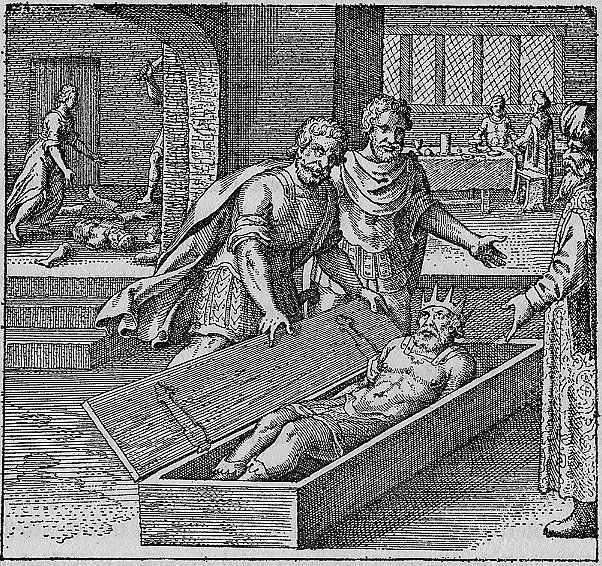
A Fuga de Atalanta; 1612 Emblema 44
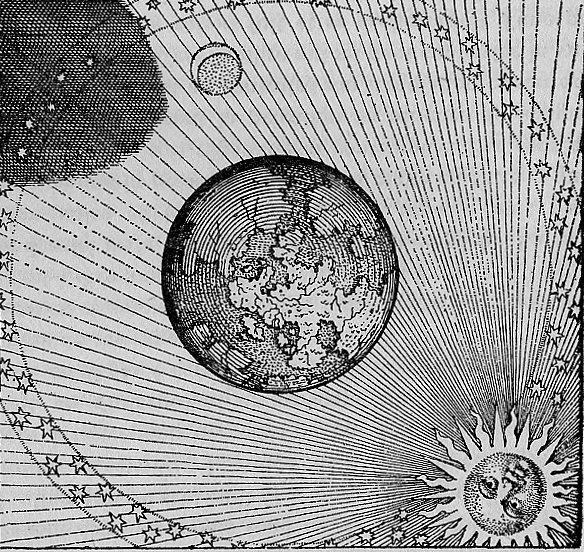
A Fuga de Atalanta; 1612 Emblema 45
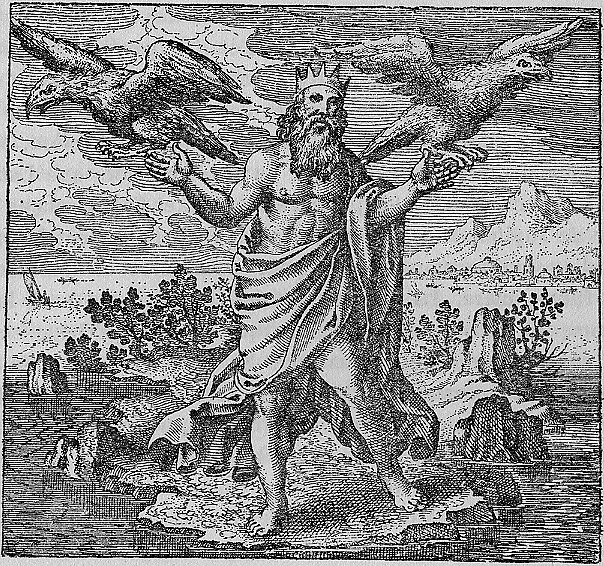
A Fuga de Atalanta; 1612 Emblema 46
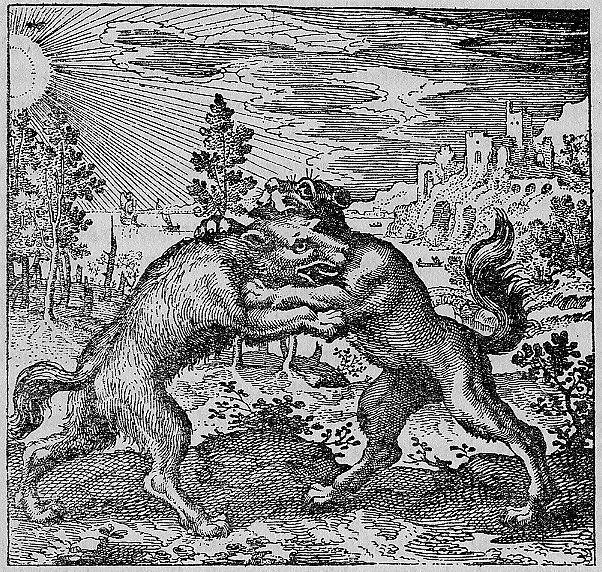
A Fuga de Atalanta; 1612 Emblema 47
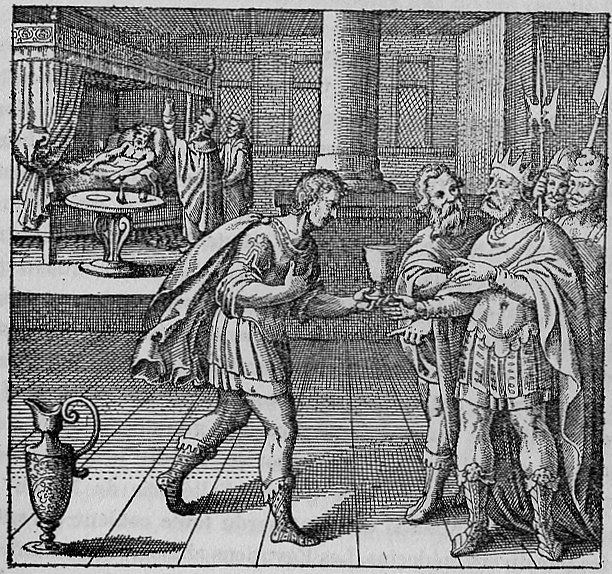
A Fuga de Atalanta; 1612 Emblema 48
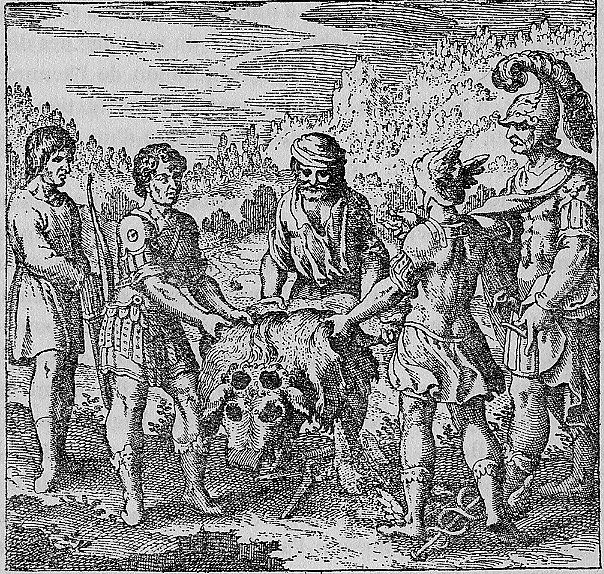
A Fuga de Atalanta; 1612 Emblema 49
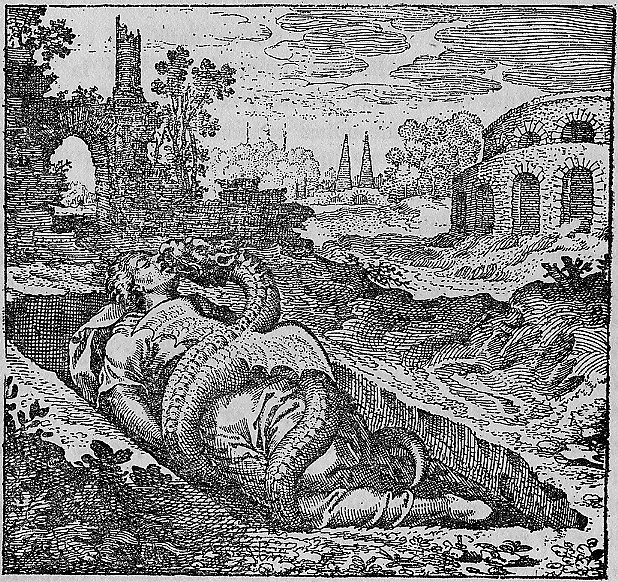
A Fuga de Atalanta; 1612 Emblema 50

1. ↑  Matthäus Merian (1593-1650)